# Critical Public Health
Critical Public Health ist eine vierteljährlich erscheinende, peer-reviewte Fachzeitschrift für öffentliche Gesundheit. Sie wurde 1979 als Radical Community Medicine gegründet und erhielt 1990 ihren heutigen Namen. Sie wird von Taylor & Francis herausgegeben, der sie von Routledge übernommen hat. Die Chefredakteurinnen sind Judith Green (University of Exeter) und Lindsay McLaren (University of Calgary). Die Zeitschrift hatte 2018 einen Impact Factor von 2,742.[2]